# Nokomis, Illinois
Nokomis är en ort i Montgomery County i delstaten Illinois, USA.